# Bernard Montaut
Pour les articles homonymes, voir Montaut.
Bernard Montaut est un homme politique français né le 27 août 1823 à Paris et décédé le 12 février 1899 à Paris.

## Biographie
Né  Bernard Louis Célestin Montaut, il était le frère de l'artiste Henri de Montaut.
Entré à l'école Polytechnique en 1843, il en sort ingénieur des Ponts et chaussées. En poste à Tarbes, puis dans l'Yonne, il participe aux travaux du canal de Suez en exerçant aussi les fonctions de vice consul de France à Damiette. Revenu en France, il est en poste dans le Lot, l'Eure et la Seine-et-Marne où il commande la garde nationale de Coulommiers pendant la guerre de 1870. Il est ensuite en poste dans l'Allier, à nouveau en Seine-et-Marne puis à Paris où il prend sa retraite en 1885. Il est député de Seine-et-Marne de 1885 à 1899, siégeant au groupe de la Gauche radicale. Il est particulièrement actif sur les questions de Travaux publics et de chemins de fer.
Il meurt à son domicile au no 107 avenue de Villiers à Paris.

## Distinctions
- Officier d'académie
- Chevalier de la Légion d'honneur

## Sources
- « Bernard Montaut », dans Adolphe Robert et Gaston Cougny, Dictionnaire des parlementaires français, Edgar Bourloton, 1889-1891 [détail de l’édition]
- « Bernard Montaut », dans le Dictionnaire des parlementaires français (1889-1940), sous la direction de Jean Jolly, PUF, 1960 [détail de l’édition]